# Philip E. Tetlock
Philip E. Tetlock (* 2. března 1954 Toronto) je kanadsko-americký politolog a autor několika knih z oblasti psychologie a politologie. Tetlock se narodil v kanadském Torontu, vystudoval Yaleovu univerzitu a nyní působí jako profesor na Pensylvánské univerzitě. Jeho kniha „Superforecasting: The Art and Science of Prediction“, jejímž spoluautorem je Dan Gardner, vyšla česky jako „Superprognózy: Umění a věda předpovídání budoucnosti“ (2016, Jan Melvil Publishing).

## Vzdělání a kariéra
Tetlock vystudoval Univerzitu Britské Kolumbie. Doktorské studium absolvoval na Yaleově univerzitě. Titul Ph.D. zde získal v roce 1979. Působil na Kalifornské univerzitě v Berkeley a na Ohijské státní univerzitě. Od roku 2011 je profesorem na Pensylvánské univerzitě.
Za svoji práci v oblasti psychologie a politologie získal několik prestižních ocenění, například od American Psychological Association, American Political Science Association, American Association for the Advancement of Science, International Society of Political Psychology nebo American Academy of Arts and Sciences.

## Publikace a studie
Tetlock je autorem více než 200 článků, editoval nebo napsal deset knih. Během své kariéry se věnoval výzkumu několika témat, například koncept dobrého úsudku nebo dopad odpovědnosti na posouzení a výběr. Zaměřuje se také na schopnost předpovídání. Přelomová je v tomto ohledu jeho studie z roku 2005, v níž ukázal, že i předpovědi expertů jsou většinou jen o něco málo lepší než náhoda. V letech 1984 až 2003 zkoumal předpovědi 284 odborníků z různých oborů (od úředníků přes profesory až po novináře) a také nositelů různých politických názorů. Všiml si, že někteří z nich skutečně vládnou uměním předvídat, a svůj další výzkum zasvětil této oblasti.

## Kniha Superprognózy
Kniha „Superprognózy: Umění a věda předpovídání budoucnosti“ vychází z výzkumu Good Judgment Project, který si u autora objednala americká vláda. Ukazuje, proč vlivní politici často rozhodují o zásadních věcech na základě chybných prognóz a proč jsou mediálně známí experti špatnými prognostiky. Kniha zdůrazňuje, že dobří prognostici nejsou geniální. Jsou to otevření a zvídaví lidé s metodickým způsobem myšlení. Shromažďují užitečné myšlenky z celého světa, než aby se opírali o sjednocující teorie.
Good Judgment Project je desítky let trvající výzkum, který zapojuje desítky tisíc obyčejných lidí, jež se rozhodli předpovídat globální události. Někteří z nich překonali dané referenční hodnoty, prognostické trhy i zpravodajské analytiky mající přístup k utajeným informacím. Výzkum tak ukázal, že za určitých podmínek mohou lidé bez specifických znalostí překonat odborníky. Tetlock je pojmenoval „superprognostici“. Vědci zapojení do projektu zjistili, že lidé nejsou v předvídání událostí tak neschopní, jak se původně domnívali. Tetlock poté o sobě prohlásil, že se stal „optimistickým skeptiktem."